# Flüelen
Flüelen (toponimo tedesco) è un comune svizzero di 2 002 abitanti del Canton Uri.

## Geografia fisica
Flüelen si affaccia sul lago dei Quattro Cantoni nel suo ramo meridionale, noto come Urnersee, e sul lato destro del fiume Reuss che proprio tra Flüelen e Seedorf entra nel lago. Di tutta la superficie gestita dal comune quasi la metà è occupata da foreste, e circa un quinto è occupato dalle acque del lago e del fiume.

## Storia
La prima tracce di Flüelen risalgono al 1266 in un accordo tra il monastero di San Biagio, sito nella Foresta Nera e il monastero di Wettingen sull'acquisto della proprietà "Rieter" nel villaggio di Vluolon. Al 1313 risale la prima menzione del comune come stazione di dazio imperiale, concessa dall'imperatore Enrico VII, e le origini della torre fortificata di Rudenz potrebbero ad essa essere connesse. Tra il 1360 e il 1427 il dazio imperiale di Flüelen e tutti i diritti legati alla stazione di sosta del villaggio passarono al canton Uri. Nel 1664 la chiesa venne ricostruita e l'anno dopo Flüelen si staccò dal comune di Altdorf. 
Tra il 1798 e il 1800 Flüelen patì i maggiori costi per abitante per danni di guerra di tutto il canton Uri, legati al viavai nella vallata dell'esercito francese che aveva invaso la Svizzera. L'apertura della strada del San Gottardo nel 1830 e l'arrivo della prima nave a vapore nel 1837 consentì a Flüelen di crescere d'importanza come centro di trasbordo merci. Ulteriori eventi che contribuirono allo sviluppo di Flüelen come centro turistico e commerciale furono la costruzione nel 1865 dell'Axenstrasse, che la collega a Brunnen costeggiando il lago, e l'apertura della ferrovia del Gottardo nel 1882. 
Negli anni Flüelen, vista la sua posizione geografica all'ingresso del fiume Reuss nel lago dei Quattro Cantoni, è stata anche colpita da diverse alluvioni, tra le quali quella del 1910 e quella del 24-25 agosto 1987. Nel 2015 Flüelen ha festeggiato il giubileo dei 750 anni del comune. 

## Monumenti e luoghi d'interesse
- Chiesa cattolica dei Santi Giorgio e Nicolao, attestata dal 1360[3];
- Chiesa parrocchiale cattolica del Sacro Cuore di Gesù, eretta nel 1910-1912[3];
- Torre di Rudenz, attestata dal 1313[3].

## Società

### Evoluzione demografica
L'evoluzione demografica è riportata nella seguente tabella:
Abitanti censiti

## Infrastrutture e trasporti

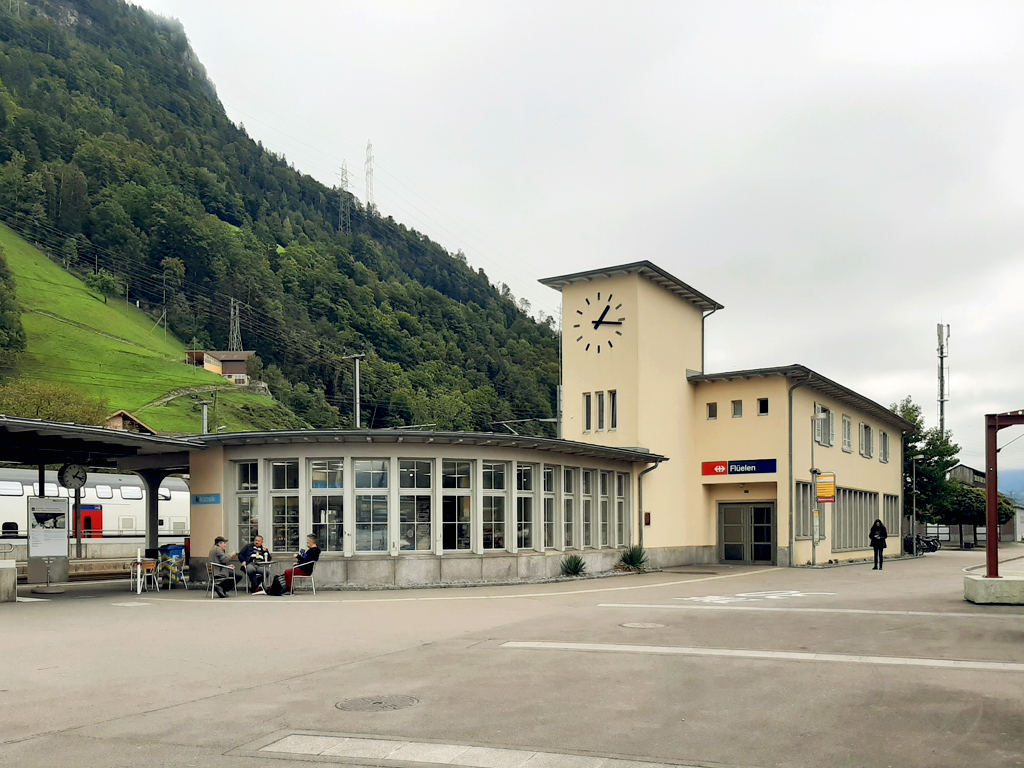
La stazione di Flüelen

Flüelen è servito dall'omonima stazione, lungo la ferrovia del Gottardo. A Flüelen si trova il portale nord della galleria di Seelisberg. Flüelen rappresenta l'estremità meridionale dell'Axenstrasse, strada che collega Flüelen a Brunnen, e che è parte dell'autostrada A4.
Per Flüelen passa la Via Svizzera, un sentiero che costeggia il Lago dei Quattro Cantoni, creato nel 1991 in occasione del 700º anniversario della confederazione svizzera.
Dal 1906 al 1951 Flüelen fu collegata ad Altdorf da una linea tranviaria.

## Amministrazione
Ogni famiglia originaria del luogo fa parte del cosiddetto comune patriziale e ha la responsabilità della manutenzione di ogni bene ricadente all'interno dei confini del comune.